# Megaselia sinefurca
Megaselia sinefurca är en tvåvingeart som beskrevs av Borgmeier 1962. Megaselia sinefurca ingår i släktet Megaselia och familjen puckelflugor. Inga underarter finns listade i Catalogue of Life.